# Jeruzalémský mutasarrifát
Jeruzalémský mutasarrifát (osmansky قُدس شَرِيف مُتَصَرِّفلغى‎, Kudüs-i Şerif Mutasarrıflığı, arabsky متصرفية القدس الشريف‎, Mutaṣarrifiyyat al-quds aš-šarīf), také známý jako sandžak Jeruzalém, byla administrativně-správní jednotka Osmanské Sýrie zřízena v roce 1872. Oproti ostatním sandžakům měla speciální status a byla přímo řízena centrální osmanskou vládou. Jeruzalémský mutasarrifát vymezovala města Jeruzalém, Hebron, Jaffa, Gaza a Beer Ševa. Po celou dobu své existence byl v běžné řeči označován coby Palestina. Jeden dochovaný úřední dokument z konce existence Osmanské říše popisoval Palestinu jako oblast, do které vedle Jeruzalémského mutasarrifátu spadaly také sandžak Akko a sandžak Náblus. Šlo o sedmý nejvíce obydlený region Osmanské říše (z 36 provincií).
Toto správní území bylo již v roce 1841 administrativně vyjmuto z Damašského ejáletu a přímo podřízeno osmanské centrální vládě v Konstantinopoli (později Istanbul). Roku 1865 byl podřazen pod Syrský vilájet, nově zřízení v rámci reforem tanzimat. V roce 1872 z něho velkovezír Mahmúd Nedím Paša oficiálně udělal nezávislou provincii (tj. provincii nezávislou na ejáletech/vilájetech, ale znovu přímo podřízenou osmanské centrální vládě). Za možné příčiny oddělení z ejáletu a podřízení pod centrální vládu se uvádí snaha o kontrolu území z důvodu zvýšeného zájmu Evropanů o region kolem Jeruzaléma nebo úsilí o centrální kontrolu jižních hranic říše před hrozbami z Egyptského chedivství. Při svém vzniku v roce 1872 byly k území nakrátko připojeny i sandžaky Akko a Náblus, s tím, že nejdříve mělo celé území získat název Jeruzalémský ejálet. Britský konzul v Jeruzalémě tuto administrativně-správní změnu nahlásil jako „ustavení Palestiny jako samostatného ejáletu“. Po necelých dvou měsících ale byly sandžaky Akko a Náblus znovu odděleny a podřazeny pod Bejrútský vilájet. V roce 1906 byla k mutasarrifátu připojena kaza Nazaret coby exkláva. Důvod byl praktický. Připojení mělo umožnit křesťanským poutníkům cestovat s jedním povolením.
Populace byla rozdělena zejména nábožensky. Tvořili ji z 84 % muslimští Arabové, 10 % křesťanští Arabové, 5 % Židé a 1 % drúzští Arabové. Mezi jeruzalémskou elitou se s příchodem 20. století začaly objevovat myšlenky, že by Jeruzalémský mutasarrifát mohl být samostatným územím nezávislým na Osmanské říši. Existovalo několik koncepcí, jak by taková samostatnost v praxi vypadala, principiálně ale panovala jednota v tom, že by mělo jít o arabský stát. Například Nadžíb Azúrí, jeruzalémský úředník, založil v Paříži Ligue de la Patrie Arab, tedy Ligu arabské vlasti. Cílem této organizace bylo osvobodit území Osmanské Sýrie od nadvlády Osmanů. V roce 1908, po mladoturecké revoluci, Nadžíb Azúrí předložil osmanskému parlamentu návrh na povýšení Jeruzalémského mutasarrifátu na vilájet.
V roce 1917, během první světové války, byl region dobyt vojsky států Dohody a následně byl mutasarrifát začleněn do tzv. jižního distriktu britské vojenské správy. Ten byl tvořen Jeruzalémským mutasarrifátem a sandžaky Akko a Náblus (tedy územím Palestiny). V roce 1923 byla oblast připojena k britské mandátní Palestině.

## Mapy území
- 1883
- 1889
- 1889
- 1893
- cca 1900
- 1907
- 1907
- 1913